# Lista sezonów motocyklowych mistrzostw świata

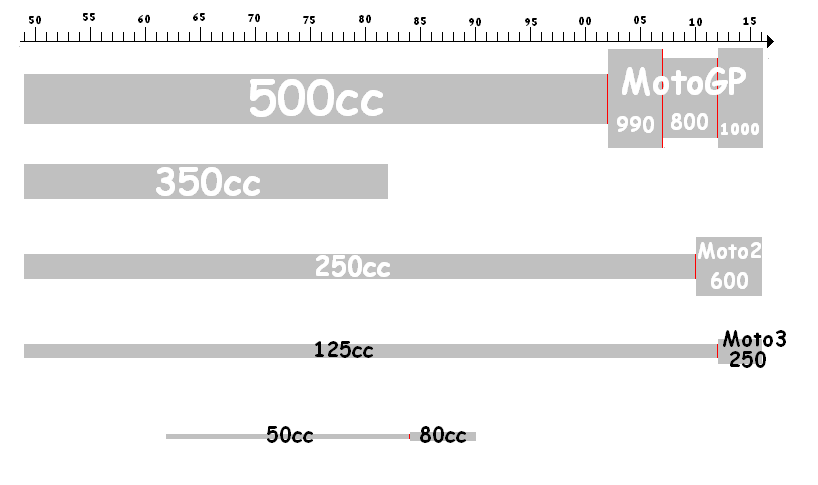
Klasy składowe MMŚ na przestrzeni lat

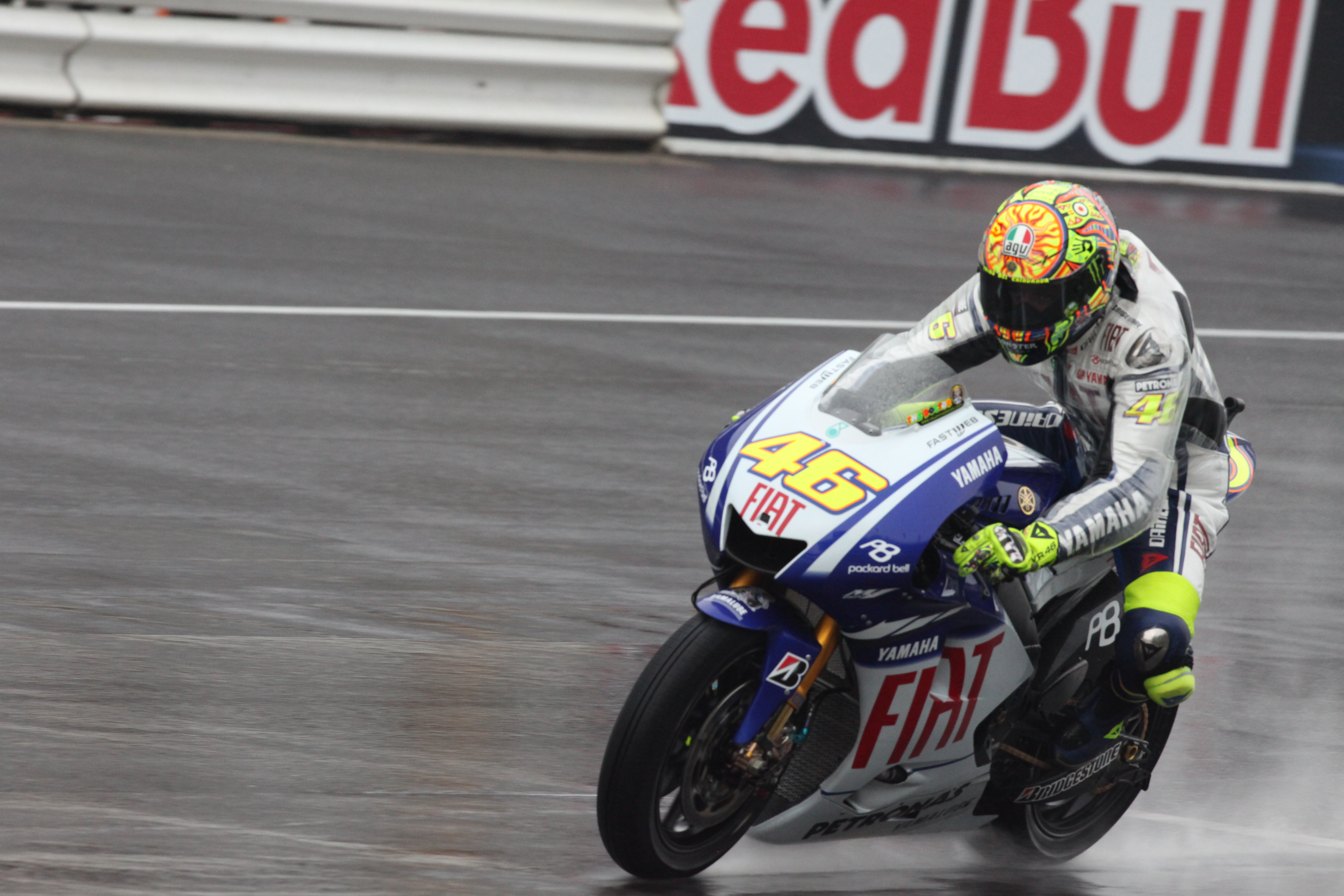
Valentino Rossi – siedmiokrotny mistrz klasy MotoGP/500

Poniżej znajduje się lista sezonów motocyklowych mistrzostw świata w latach 1949–2015 z wyszczególnieniem mistrzów świata w poszczególnych klasach oraz lista zawodników z tytułem mistrzowskim.
Motocyklowe mistrzostwa świata (MotoGP) to najważniejsza impreza motocyklowa na świecie organizowana przez Międzynarodową Federację Motocyklową corocznie od 1949 roku. Motocyklowe mistrzostwa świata podzielone są na trzy serie: MotoGP, Moto2 i Moto3, które zastąpiły serie: 500 cm³, 350 cm³, 250 cm³, 125 cm³, 80 cm³, 50 cm³ oraz Sidecar (600 cm³).
Klasa 50 cm³ została wprowadzona w 1962 roku, w 1982 roku zniesiono klasę 350 cm³, dwa lata później klasę 50 cm³ zastąpiono klasą 80 cm³, która została wycofana w 1989 roku. Klasa Sidecar opuściła serię, tworząc swoje własne mistrzostwa po 1996 roku. W roku 2002 klasa 500 cm³ została zastąpiona klasą MotoGP, w której pojemność silnika motocykli wynosiła 990 cm³.
W roku 2010 motocykle 250 cm³ zostały zamienione na 660 cm³, a seria nazwana została Moto2.
W roku 2012 klasa Moto3 (250 cm³) zastąpiła klasę 125 cm³. W roku 1979 klasę Sidecar na rok podzielono na klasę B2A i B2B.

## Lista sezonów mistrzostw świata[4]
| Sezon | 500 cm³                  | 350 cm³                      | 250 cm³                        | 125 cm³                     | Sidecar                                    |
| ----- | ------------------------ | ---------------------------- | ------------------------------ | --------------------------- | ------------------------------------------ |
| 1949  | Leslie Graham (AJS)      | Freddie Frith (Velocette)    | Bruno Ruffo (Moto Guzzi)       | Nello Pagani (Mondial)      | Eric Oliver Denis Jenkinson (Norton)       |
| 1950  | Umberto Masetti (Gilera) | Bob Foster (Velocette)       | Dario Ambrosini (Benelli)      | Bruno Ruffo (Mondial)       | Eric Oliver Lorenzo Dobelli (Norton)       |
| 1951  | Geoff Duke (Norton)      | Geoff Duke (Norton)          | Bruno Ruffo (Moto Guzzi)       | Carlo Ubbiali (Mondial)     | Eric Oliver Lorenzo Dobelli (Norton)       |
| 1952  | Umberto Masetti (Gilera) | Geoff Duke (Norton)          | Enrico Lorenzetti (Moto Guzzi) | Cecil Sandford (MV Agusta)  | Cyril Smith Bob Clements Les Nutt (Norton) |
| 1953  | Geoff Duke (Gilera)      | Fergus Anderson (Moto Guzzi) | Werner Haas (NSU)              | Werner Haas (NSU)           | Eric Oliver Stanley Dibben (Norton)        |
| 1954  | Geoff Duke (Gilera)      | Fergus Anderson (Moto Guzzi) | Werner Haas (NSU)              | Rupert Hollaus (NSU)        | Wilhelm Noll Fritz Cron (BMW)              |
| 1955  | Geoff Duke (Gilera)      | Bill Lomas (Moto Guzzi)      | Hermann Paul Müller (NSU)      | Carlo Ubbiali (MV Agusta)   | Willi Faust Karl Remmert (BMW)             |
| 1956  | John Surtees (MV Agusta) | Bill Lomas (Moto Guzzi)      | Carlo Ubbiali (MV Agusta)      | Carlo Ubbiali (MV Agusta)   | Wilhelm Noll Fritz Cron (BMW)              |
| 1957  | Libero Liberati (Gilera) | Keith Campbell (Moto Guzzi)  | Cecil Sandford (Mondial)       | Tarquinio Provini (Mondial) | Fritz Hillebrand Manfred Grunwahl (BMW)    |
| 1958  | John Surtees (MV Agusta) | John Surtees (MV Agusta)     | Tarquinio Provini (MV Agusta)  | Carlo Ubbiali (MV Agusta)   | Walter Schneider Hans Strauß (BMW)         |
| 1959  | John Surtees (MV Agusta) | John Surtees (MV Agusta)     | Carlo Ubbiali (MV Agusta)      | Carlo Ubbiali (MV Agusta)   | Walter Schneider Hans Strauß (BMW)         |
| 1960  | John Surtees (MV Agusta) | John Surtees (MV Agusta)     | Carlo Ubbiali (MV Agusta)      | Carlo Ubbiali (MV Agusta)   | Helmut Fath Alfred Wohlgemuth (BMW)        |
| 1961  | Gary Hocking (MV Agusta) | Gary Hocking (MV Agusta)     | Mike Hailwood (Honda)          | Tom Phillis (Honda)         | Max Deubel Emil Hörner (BMW)               |

| Sezon | 500 cm³                      | 350 cm³                        | 250 cm³                        | 125 cm³                         | 50 cm³                                | Sidecar                                                                  |
| ----- | ---------------------------- | ------------------------------ | ------------------------------ | ------------------------------- | ------------------------------------- | ------------------------------------------------------------------------ |
| 1962  | Mike Hailwood (MV Agusta)    | Jim Redman (Honda)             | Jim Redman (Honda)             | Luigi Taveri (Honda)            | Ernst Degner (Suzuki)                 | Max Deubel Emil Hörner (BMW)                                             |
| 1963  | Mike Hailwood (MV Agusta)    | Jim Redman (Honda)             | Jim Redman (Honda)             | Hugh Anderson (Suzuki)          | Hugh Anderson (Suzuki)                | Max Deubel Emil Hörner (BMW)                                             |
| 1964  | Mike Hailwood (MV Agusta)    | Jim Redman (Honda)             | Phil Read (Yamaha)             | Luigi Taveri (Honda)            | Hugh Anderson (Suzuki)                | Max Deubel Emil Hörner (BMW)                                             |
| 1965  | Mike Hailwood (MV Agusta)    | Jim Redman (Honda)             | Phil Read (Yamaha)             | Hugh Anderson (Suzuki)          | Ralph Bryans (Honda)                  | Fritz Scheidegger John Robinson (BMW)                                    |
| 1966  | Giacomo Agostini (MV Agusta) | Mike Hailwood (Honda)          | Mike Hailwood (Honda)          | Luigi Taveri (Honda)            | Hans-Georg Anscheidt (Suzuki)         | Fritz Scheidegger John Robinson (BMW)                                    |
| 1967  | Giacomo Agostini (MV Agusta) | Mike Hailwood (Honda)          | Mike Hailwood (Honda)          | Bill Ivy (Yamaha)               | Hans-Georg Anscheidt (Suzuki)         | Klaus Enders Ralf Engelhardt (BMW)                                       |
| 1968  | Giacomo Agostini (MV Agusta) | Giacomo Agostini (MV Agusta)   | Phil Read (Yamaha)             | Phil Read (Yamaha)              | Hans-Georg Anscheidt (Suzuki)         | Helmut Fath Wolfgang Kalauch (URS)                                       |
| 1969  | Giacomo Agostini (MV Agusta) | Giacomo Agostini (MV Agusta)   | Kel Carruthers (Benelli)       | Dave Simmonds (Kawasaki)        | Ángel Nieto (Derbi)                   | Klaus Enders Ralf Engelhardt (BMW)                                       |
| 1970  | Giacomo Agostini (MV Agusta) | Giacomo Agostini (MV Agusta)   | Rodney Gould (Yamaha)          | Dieter Braun (Suzuki)           | Ángel Nieto (Derbi)                   | Klaus Enders Ralf Engelhardt Wolfgang Kalauch (BMW)                      |
| 1971  | Giacomo Agostini (MV Agusta) | Giacomo Agostini (MV Agusta)   | Phil Read (Yamaha)             | Ángel Nieto (Derbi)             | Jan de Vries (Kreidler)               | Horst Owesle Julius Kremer Peter Rutterford (Münch-URS)                  |
| 1972  | Giacomo Agostini (MV Agusta) | Giacomo Agostini (MV Agusta)   | Jarno Saarinen (Yamaha)        | Ángel Nieto (Derbi)             | Ángel Nieto (Derbi)                   | Klaus Enders Ralf Engelhardt (BMW)                                       |
| 1973  | Phil Read (MV Agusta)        | Giacomo Agostini (MV Agusta)   | Dieter Braun (Yamaha)          | Kent Andersson (Yamaha)         | Jan de Vries (Kreidler)               | Klaus Enders Ralf Engelhardt (BMW)                                       |
| 1974  | Phil Read (MV Agusta)        | Giacomo Agostini (Yamaha)      | Walter Villa (Harley-Davidson) | Kent Andersson (Yamaha)         | Henk van Kessel (Kreidler – Van Veen) | Klaus Enders Ralf Engelhardt (Busch-BMW)                                 |
| 1975  | Giacomo Agostini (Yamaha)    | Johnny Cecotto (Yamaha)        | Walter Villa (Harley-Davidson) | Paolo Pileri (Morbidelli)       | Ángel Nieto (Kreidler)                | Rolf Steinhausen Josef Huber (Busch-König)                               |
| 1976  | Barry Sheene (Suzuki)        | Walter Villa (Harley-Davidson) | Walter Villa (Harley-Davidson) | Pier Paolo Bianchi (Morbidelli) | Ángel Nieto (Bultaco)                 | Rolf Steinhausen Josef Huber (Busch-König)                               |
| 1977  | Barry Sheene (Suzuki)        | Takazumi Katayama (Yamaha)     | Mario Lega (Morbidelli)        | Pier Paolo Bianchi (Morbidelli) | Ángel Nieto (Bultaco)                 | George O'Dell Kenny Arthur Cliff Holland (Windle-Yamaha) (Seymaz-Yamaha) |
| 1978  | Kenny Roberts (Yamaha)       | Kork Ballington (Kawasaki)     | Kork Ballington (Kawasaki)     | Eugenio Lazzarini (MBA)         | Ricardo Tormo (Bultaco)               | Rolf Biland Kenneth Williams (TTM-Yamaha) (BEO-Yamaha)                   |

| Sezon | 500 cm³                | 350 cm³                    | 250 cm³                    | 125 cm³                 | 50 cm³                       | Sidecar B2A                                 | Sidecar B2B                                 |
| ----- | ---------------------- | -------------------------- | -------------------------- | ----------------------- | ---------------------------- | ------------------------------------------- | ------------------------------------------- |
| 1979  | Kenny Roberts (Yamaha) | Kork Ballington (Kawasaki) | Kork Ballington (Kawasaki) | Ángel Nieto (Minarelli) | Eugenio Lazzarini (Kreidler) | Rolf Biland Kurt Waltisperg (Schmid-Yamaha) | Bruno Holzer Charlie Maierhans (LCR-Yamaha) |

| Sezon | 500cm³                     | 350cm³                | 250cm³                        | 125cm³                   | 50cm³                         | Sidecar                                        |
| ----- | -------------------------- | --------------------- | ----------------------------- | ------------------------ | ----------------------------- | ---------------------------------------------- |
| 1980  | Kenny Roberts (Yamaha)     | Jon Ekerold (Yamaha)  | Anton Mang (Kawasaki)         | Pier Paolo Bianchi (MBA) | Eugenio Lazzarini (Iprem)     | Jock Taylor Benga Johansson (Windle-Yamaha)    |
| 1981  | Marco Lucchinelli (Suzuki) | Anton Mang (Kawasaki) | Anton Mang (Kawasaki)         | Ángel Nieto (Minarelli)  | Ricardo Tormo (Motul-Bultaco) | Rolf Biland Kurt Waltisperg (LCR-Yamaha)       |
| 1982  | Franco Uncini (Suzuki)     | Anton Mang (Kawasaki) | Jean-Louis Tournadre (Yamaha) | Ángel Nieto (Garelli)    | Stefan Dörflinger (Kreidler)  | Werner Schwärzel Andreas Huber (Seymaz-Yamaha) |

| Sezon | 500 cm³                 | 250 cm³                | 125 cm³               | 50 cm³                      | Sidecar                                  |
| ----- | ----------------------- | ---------------------- | --------------------- | --------------------------- | ---------------------------------------- |
| 1983  | Freddie Spencer (Honda) | Carlos Lavado (Yamaha) | Ángel Nieto (Garelli) | Stefan Dörflinger (Krauser) | Rolf Biland Kurt Waltisperg (LCR-Yamaha) |

| Sezon | 500 cm³                 | 250 cm³                   | 125 cm³                  | 80 cm³                      | Sidecar                                               |
| ----- | ----------------------- | ------------------------- | ------------------------ | --------------------------- | ----------------------------------------------------- |
| 1984  | Eddie Lawson (Yamaha)   | Christian Sarron (Yamaha) | Ángel Nieto (Garelli)    | Stefan Dörflinger (Zündapp) | Egbert Streuer Bernie Schnieders (LCR-Yamaha)         |
| 1985  | Freddie Spencer (Honda) | Freddie Spencer (Honda)   | Fausto Gresini (Garelli) | Stefan Dörflinger (Krauser) | Egbert Streuer Bernie Schnieders (LCR-Yamaha)         |
| 1986  | Eddie Lawson (Yamaha)   | Carlos Lavado (Yamaha)    | Luca Cadalora (Garelli)  | Jorge Martínez (Derbi)      | Egbert Streuer Bernie Schnieders (LCR-Yamaha)         |
| 1987  | Wayne Gardner (Honda)   | Anton Mang (Honda)        | Fausto Gresini (Garelli) | Jorge Martínez (Derbi)      | Steve Webster Tony Hewitt (LCR-Krauser)               |
| 1988  | Eddie Lawson (Yamaha)   | Sito Pons (Honda)         | Jorge Martínez (Derbi)   | Jorge Martínez (Derbi)      | Steve Webster Tony Hewitt Gavin Simmons (LCR-Krauser) |
| 1989  | Eddie Lawson (Honda)    | Sito Pons (Honda)         | Àlex Crivillé (JJ Cobas) | Manuel Herreros (Derbi)     | Steve Webster Tony Hewitt (LCR-Krauser)               |

| Sezon | 500 cm³                 | 250 cm³                 | 125 cm³                       | Sidecar                                     |
| ----- | ----------------------- | ----------------------- | ----------------------------- | ------------------------------------------- |
| 1990  | Wayne Rainey (Yamaha)   | John Kocinski (Yamaha)  | Loris Capirossi (Honda)       | Alain Michel Simon Birchall (LCR-Krauser)   |
| 1991  | Wayne Rainey (Yamaha)   | Luca Cadalora (Honda)   | Loris Capirossi (Honda)       | Steve Webster Gavin Simmons (LCR-Krauser)   |
| 1992  | Wayne Rainey (Yamaha)   | Luca Cadalora (Honda)   | Alessandro Gramigni (Aprilia) | Rolf Biland Kurt Waltisperg (LCR-Krauser)   |
| 1993  | Kevin Schwantz (Suzuki) | Tetsuya Harada (Yamaha) | Dirk Raudies (Honda)          | Rolf Biland Kurt Waltisperg (LCR-Krauser)   |
| 1994  | Michael Doohan (Honda)  | Max Biaggi (Aprilia)    | Kazuto Sakata (Aprilia)       | Rolf Biland Kurt Waltisperg (LCR-Swissauto) |
| 1995  | Michael Doohan (Honda)  | Max Biaggi (Aprilia)    | Haruchika Aoki (Honda)        | Darren Dixon Andy Hetherington (Windle-ADM) |
| 1996  | Michael Doohan (Honda)  | Max Biaggi (Aprilia)    | Haruchika Aoki (Honda)        | Darren Dixon Andy Hetherington (Windle-ADM) |

| Sezon | 500 cm³                    | 250 cm³                   | 125 cm³                     |
| ----- | -------------------------- | ------------------------- | --------------------------- |
| 1997  | Michael Doohan (Honda)     | Max Biaggi (Honda)        | Valentino Rossi (Aprilia)   |
| 1998  | Michael Doohan (Honda)     | Loris Capirossi (Aprilia) | Kazuto Sakata (Aprilia)     |
| 1999  | Àlex Crivillé (Honda)      | Valentino Rossi (Aprilia) | Emilio Alzamora (Honda)     |
| 2000  | Kenny Roberts Jr. (Suzuki) | Olivier Jacque (Yamaha)   | Roberto Locatelli (Aprilia) |
| 2001  | Valentino Rossi (Honda)    | Daijiro Kato (Honda)      | Manuel Poggiali (Gilera)    |

| Sezon | MotoGP                   | 250 cm³                   | 125 cm³                   |
| ----- | ------------------------ | ------------------------- | ------------------------- |
| 2002  | Valentino Rossi (Honda)  | Marco Melandri (Aprilia)  | Arnaud Vincent (Aprilia)  |
| 2003  | Valentino Rossi (Honda)  | Manuel Poggiali (Aprilia) | Dani Pedrosa (Honda)      |
| 2004  | Valentino Rossi (Yamaha) | Dani Pedrosa (Honda)      | Andrea Dovizioso (Honda)  |
| 2005  | Valentino Rossi (Yamaha) | Dani Pedrosa (Honda)      | Thomas Lüthi (Honda)      |
| 2006  | Nicky Hayden (Honda)     | Jorge Lorenzo (Aprilia)   | Álvaro Bautista (Aprilia) |
| 2007  | Casey Stoner (Ducati)    | Jorge Lorenzo (Aprilia)   | Gábor Talmácsi (Aprilia)  |
| 2008  | Valentino Rossi (Yamaha) | Marco Simoncelli (Gilera) | Mike di Meglio (Derbi)    |
| 2009  | Valentino Rossi (Yamaha) | Hiroshi Aoyama (Honda)    | Julián Simón (Aprilia)    |

| Sezon | MotoGP                 | Moto2                 | 125 cm³                 |
| ----- | ---------------------- | --------------------- | ----------------------- |
| 2010  | Jorge Lorenzo (Yamaha) | Toni Elías (Moriwaki) | Marc Márquez (Derbi)    |
| 2011  | Casey Stoner (Honda)   | Stefan Bradl (Kalex)  | Nicolás Terol (Aprilia) |

| Sezon | MotoGP                     | Moto2                     | Moto3                       |
| ----- | -------------------------- | ------------------------- | --------------------------- |
| 2012  | Jorge Lorenzo (Yamaha)     | Marc Márquez (Suter)      | Sandro Cortese (KTM)        |
| 2013  | Marc Marquez (Honda)       | Pol Espargaró (Kalex)     | Maverick Vinales (KTM)      |
| 2014  | Marc Márquez (Honda)       | Esteve Rabat (Kalex)      | Álex Márquez (Honda)        |
| 2015  | Jorge Lorenzo (Yamaha)     | Johann Zarco (Kalex)      | Danny Kent (Honda)          |
| 2016  | Marc Márquez (Honda)       | Johann Zarco (Kalex)      | Brad Binder (KTM)           |
| 2017  | Marc Márquez (Honda)       | Franco Morbidelli (Kalex) | Joan Mir (Honda)            |
| 2018  | Marc Márquez (Honda)       | Francesco Bagnaia (Kalex) | Jorge Martín (Honda)        |
| 2019  | Marc Márquez (Honda)       | Álex Márquez (Kalex)      | Lorenzo Dalla Porta (Honda) |
| 2020  | Joan Mir (Suzuki)          | Enea Bastianini (Kalex)   | Albert Arenas (Honda)       |
| 2021  | Fabio Quartararo (Yamaha)  | Remy Gardner (Kalex)      | Pedro Acosta (KTM)          |
| 2022  | Francesco Bagnaia (Ducati) | Augusto Fernandez (Kalex) | Izan Guevara (GasGas)       |

## Mistrzowie

### Według kierowców
Puste pole jest gdy zawodnik nie brał udziału w wyścigu tej serii, a 0 gdy wziął udział w wyścigu tej serii, ale nie zdobył w niej żadnego mistrzostwa.
| Mj. | Motocyklista         | Kraj                      | Lata zwycięstw | MotoGP/ 500 cm³ | 350 cm³ | Moto2/ 250 cm³ | Moto3/ 125 cm³ | 80 cm³/ 50 cm³ | Razem |
| --- | -------------------- | ------------------------- | -------------- | --------------- | ------- | -------------- | -------------- | -------------- | ----- |
| 1   | Giacomo Agostini     | Włochy                    | 1966–1975      | 8               | 7       | 0              |                |                | 15    |
| 2   | Ángel Nieto          | Hiszpania                 | 1969–1984      |                 |         | 0              | 7              | 6              | 13    |
| 3   | Valentino Rossi      | Włochy                    | 1997–2009      | 7               |         | 1              | 1              |                | 9     |
| 3   | Mike Hailwood        | Wielka Brytania           | 1961–1967      | 4               | 2       | 3              | 0              |                | 9     |
| 3   | Carlo Ubbiali        | Włochy                    | 1951–1960      |                 |         | 3              | 6              |                | 9     |
| 6   | Marc Márquez         | Hiszpania                 | 2010-2019      | 6               |         | 1              | 1              |                | 8     |
| 7   | John Surtees         | Wielka Brytania           | 1956–1960      | 4               | 3       | 0              |                |                | 7     |
| 7   | Phil Read            | Wielka Brytania           | 1964–1974      | 2               | 0       | 4              | 1              |                | 7     |
| 9   | Geoff Duke           | Wielka Brytania           | 1951–1955      | 4               | 2       | 0              |                |                | 6     |
| 9   | Jim Redman           | Federacja Rodezji i Niasy | 1962–1965      | 0               | 4       | 2              | 0              |                | 6     |
| 11  | Mick Doohan          | Australia                 | 1994–1998      | 5               |         |                |                |                | 5     |
| 11  | Anton Mang           | Niemcy                    | 1980–1987      | 0               | 2       | 3              | 0              |                | 5     |
| 11  | Jorge Lorenzo        | Hiszpania                 | 2006–2015      | 3               |         | 2              | 0              |                | 5     |
| 14  | Eddie Lawson         | Stany Zjednoczone         | 1984–1989      | 4               |         |                |                |                | 4     |
| 14  | Kork Ballington      | Południowa Afryka         | 1978–1979      | 0               | 2       | 2              |                |                | 4     |
| 14  | Walter Villa         | Włochy                    | 1974–1976      |                 | 1       | 3              | 0              |                | 4     |
| 14  | Max Biaggi           | Włochy                    | 1994–1997      | 0               |         | 4              |                |                | 4     |
| 14  | Hugh Anderson        | Nowa Zelandia             | 1963–1965      |                 | 0       | 0              | 2              | 2              | 4     |
| 14  | Jorge Martínez       | Hiszpania                 | 1986–1988      |                 |         | 0              | 1              | 3              | 4     |
| 14  | Stefan Dörflinger    | Szwajcaria                | 1982–1985      |                 |         |                | 0              | 4              | 4     |
| 21  | Kenny Roberts        | Stany Zjednoczone         | 1978–1980      | 3               |         | 0              |                |                | 3     |
| 21  | Wayne Rainey         | Stany Zjednoczone         | 1990–1992      | 3               |         | 0              |                |                | 3     |
| 21  | Freddie Spencer      | Stany Zjednoczone         | 1983–1985      | 2               |         | 1              |                |                | 3     |
| 21  | Bruno Ruffo          | Włochy                    | 1949–1951      | 0               |         | 2              | 1              |                | 3     |
| 21  | Werner Haas          | Niemcy                    | 1953–1954      |                 | 0       | 2              | 1              |                | 3     |
| 21  | Luca Cadalora        | Włochy                    | 1986–1992      | 0               |         | 2              | 1              |                | 3     |
| 21  | Dani Pedrosa         | Hiszpania                 | 2003–2005      | 0               |         | 2              | 1              |                | 3     |
| 21  | Loris Capirossi      | Włochy                    | 1990–1998      | 0               |         | 1              | 2              |                | 3     |
| 21  | Luigi Taveri         | Szwajcaria                | 1962–1966      | 0               | 0       | 0              | 3              | 0              | 3     |
| 21  | Pierpaolo Bianchi    | Włochy                    | 1976–1980      |                 |         |                | 3              | 0              | 3     |
| 21  | Hans Georg Anscheidt | Niemcy                    | 1966–1968      |                 |         |                | 0              | 3              | 3     |
| 21  | Eugenio Lazzarini    | Włochy                    | 1978–1980      |                 |         | 0              | 1              | 2              | 3     |
| 33  | Umberto Masetti      | Włochy                    | 1950–1952      | 2               | 0       | 0              | 0              |                | 2     |
| 33  | Barry Sheene         | Wielka Brytania           | 1976–1977      | 2               |         | 0              | 0              | 0              | 2     |
| 33  | Casey Stoner         | Australia                 | 2007–2011      | 2               |         | 0              | 0              |                | 2     |
| 33  | Gary Hocking         | Federacja Rodezji i Niasy | 1961           | 1               | 1       | 0              | 0              |                | 2     |
| 33  | Àlex Crivillé        | Hiszpania                 | 1989–1999      | 1               |         | 0              | 1              | 0              | 2     |
| 33  | Bill Lomas           | Wielka Brytania           | 1955–1956      | 0               | 2       | 0              | 0              |                | 2     |
| 33  | Fergus Anderson      | Wielka Brytania           | 1953–1954      | 0               | 2       | 0              | 0              |                | 2     |
| 33  | Carlos Lavado        | Wenezuela                 | 1983–1986      |                 | 0       | 2              |                |                | 2     |
| 33  | Sito Pons            | Hiszpania                 | 1988–1989      | 0               |         | 2              |                |                | 2     |
| 33  | Johann Zarco         | Francja                   | 2015-2016      |                 |         | 2              | 0              |                | 2     |
| 33  | Álex Márquez         | Hiszpania                 | 2014-2019      |                 |         | 1              | 1              |                | 2     |
| 33  | Cecil Sandford       | Wielka Brytania           | 1952–1957      | 0               | 0       | 1              | 1              |                | 2     |
| 33  | Tarquinio Provini    | Włochy                    | 1957–1958      |                 | 0       | 1              | 1              | 0              | 2     |
| 33  | Dieter Braun         | Niemcy                    | 1970–1973      | 0               | 0       | 1              | 1              |                | 2     |
| 33  | Manuel Poggiali      | San Marino                | 2001–2003      |                 |         | 1              | 1              |                | 2     |
| 33  | Kent Andersson       | Szwecja                   | 1973–1974      |                 | 0       | 0              | 2              | 0              | 2     |
| 33  | Fausto Gresini       | Włochy                    | 1985–1987      |                 |         |                | 2              |                | 2     |
| 33  | Kazuto Sakata        | Japonia                   | 1994–1998      |                 |         |                | 2              |                | 2     |
| 33  | Haruchika Aoki       | Japonia                   | 1995–1996      | 0               |         | 0              | 2              |                | 2     |
| 33  | Jan de Vries         | Holandia                  | 1971–1973      |                 |         |                | 0              | 2              | 2     |
| 33  | Ricardo Tormo        | Hiszpania                 | 1978–1981      |                 |         |                | 0              | 2              | 2     |
| 54  | Leslie Graham        | Wielka Brytania           | 1949           | 1               | 0       | 0              | 0              |                | 1     |
| 54  | Libero Liberati      | Włochy                    | 1957           | 1               | 0       | 0              |                |                | 1     |
| 54  | Marco Lucchinelli    | Włochy                    | 1981           | 1               | 0       |                |                |                | 1     |
| 54  | Franco Uncini        | Włochy                    | 1982           | 1               | 0       | 0              |                |                | 1     |
| 54  | Wayne Gardner        | Australia                 | 1987           | 1               |         |                |                |                | 1     |
| 54  | Kevin Schwantz       | Stany Zjednoczone         | 1993           | 1               |         |                |                |                | 1     |
| 54  | Kenny Roberts Jr.    | Stany Zjednoczone         | 2000           | 1               |         | 0              |                |                | 1     |
| 54  | Nicky Hayden         | Stany Zjednoczone         | 2006           | 1               |         |                |                |                | 1     |
| 54  | Freddie Frith        | Wielka Brytania           | 1949           | 0               | 1       |                |                |                | 1     |
| 54  | Bob Foster           | Wielka Brytania           | 1950           |                 | 1       |                |                |                | 1     |
| 54  | Keith Campbell       | Australia                 | 1957           | 0               | 1       | 0              |                |                | 1     |
| 54  | Johnny Cecotto       | Wenezuela                 | 1975           | 0               | 1       | 0              |                |                | 1     |
| 54  | Takazumi Katayama    | Japonia                   | 1977           | 0               | 1       | 0              |                |                | 1     |
| 54  | Jon Ekerold          | Południowa Afryka         | 1980           | 0               | 1       | 0              |                |                | 1     |
| 54  | Dario Ambrosini      | Włochy                    | 1950           |                 |         | 1              |                |                | 1     |
| 54  | Enrico Lorenzetti    | Włochy                    | 1952           | 0               | 0       | 1              |                |                | 1     |
| 54  | Hermann Paul Müller  | Niemcy                    | 1955           | 0               |         | 1              | 0              |                | 1     |
| 54  | Rodney Gould         | Wielka Brytania           | 1970           | 0               | 0       | 1              | 0              |                | 1     |
| 54  | Kel Carruthers       | Australia                 | 1969           | 0               | 0       | 1              | 0              |                | 1     |
| 54  | Jarno Saarinen       | Finlandia                 | 1972           | 0               | 0       | 1              |                | 0              | 1     |
| 54  | Mario Lega           | Włochy                    | 1977           | 0               | 0       | 1              |                |                | 1     |
| 54  | Jean-Louis Tournadre | Francja                   | 1982           |                 | 0       | 1              |                |                | 1     |
| 54  | Christian Sarron     | Francja                   | 1984           | 0               | 0       | 1              |                |                | 1     |
| 54  | John Kocinski        | Stany Zjednoczone         | 1990           | 0               |         | 1              |                |                | 1     |
| 54  | Tetsuya Harada       | Japonia                   | 1993           | 0               |         | 1              |                |                | 1     |
| 54  | Olivier Jacque       | Francja                   | 2000           | 0               |         | 1              |                |                | 1     |
| 54  | Daijirō Katō         | Japonia                   | 2001           | 0               |         | 1              |                |                | 1     |
| 54  | Marco Melandri       | Włochy                    | 2002           | 0               |         | 1              | 0              |                | 1     |
| 54  | Marco Simoncelli     | Włochy                    | 2008           | 0               |         | 1              | 0              |                | 1     |
| 54  | Hiroshi Aoyama       | Japonia                   | 2009           | 0               |         | 1              |                |                | 1     |
| 54  | Toni Elías           | Hiszpania                 | 2010           | 0               |         | 1              | 0              |                | 1     |
| 54  | Stefan Bradl         | Niemcy                    | 2011           | 0               |         | 1              | 0              |                | 1     |
| 54  | Pol Espargaró        | Hiszpania                 | 2013           | 0               |         | 1              | 0              |                | 1     |
| 54  | Franco Morbidelli    | Włochy                    | 2017           | 0               |         | 1              | 0              |                | 1     |
| 54  | Francesco Bagnaia    | Włochy                    | 2018           | 0               |         | 1              | 0              |                | 1     |
| 54  | Nello Pagani         | Włochy                    | 1949           | 0               |         |                | 1              |                | 1     |
| 54  | Rupert Hollaus       | Austria                   | 1954           |                 |         | 0              | 1              |                | 1     |
| 54  | Tom Phillis          | Australia                 | 1961           | 0               | 0       | 0              | 1              | 0              | 1     |
| 54  | Bill Ivy             | Wielka Brytania           | 1967           |                 | 0       | 0              | 1              |                | 1     |
| 54  | Dave Simmonds        | Wielka Brytania           | 1969           | 0               | 0       | 0              | 1              | 0              | 1     |
| 54  | Paolo Pileri         | Włochy                    | 1975           |                 | 0       | 0              | 1              |                | 1     |
| 54  | Alessandro Gramigni  | Włochy                    | 1992           | 0               |         | 0              | 1              |                | 1     |
| 54  | Dirk Raudies         | Niemcy                    | 1993           |                 |         |                | 1              |                | 1     |
| 54  | Emilio Alzamora      | Hiszpania                 | 1999           |                 |         | 0              | 1              |                | 1     |
| 54  | Roberto Locatelli    | Włochy                    | 2000           |                 |         | 0              | 1              |                | 1     |
| 54  | Arnaud Vincent       | Francja                   | 2002           |                 |         | 0              | 1              |                | 1     |
| 54  | Andrea Dovizioso     | Włochy                    | 2004           | 0               |         | 0              | 1              |                | 1     |
| 54  | Thomas Lüthi         | Szwajcaria                | 2005           |                 |         | 0              | 1              |                | 1     |
| 54  | Álvaro Bautista      | Hiszpania                 | 2006           | 0               |         | 0              | 1              |                | 1     |
| 54  | Gábor Talmácsi       | Węgry                     | 2007           | 0               |         | 0              | 1              |                | 1     |
| 54  | Mike di Meglio       | Francja                   | 2008           | 0               |         | 0              | 1              |                | 1     |
| 54  | Julián Simón         | Hiszpania                 | 2009           |                 |         | 0              | 1              |                | 1     |
| 54  | Nicolás Terol        | Hiszpania                 | 2011           |                 |         | 0              | 1              |                | 1     |
| 54  | Sandro Cortese       | Niemcy                    | 2012           |                 |         | 0              | 1              |                | 1     |
| 54  | Danny Kent           | Wielka Brytania           | 2015           |                 |         | 0              | 1              |                | 1     |
| 54  | Esteve Rabat         | Hiszpania                 | 1989           | 0               |         | 0              | 1              |                | 1     |
| 54  | Joan Mir             | Hiszpania                 | 2017           | 0               |         | 0              | 1              |                | 1     |
| 54  | Jorge Martín         | Hiszpania                 | 2018           | 0               |         | 0              | 1              |                | 1     |
| 54  | Ernst Degner         | Niemcy                    | 1962           |                 |         | 0              | 0              | 1              | 1     |
| 54  | Ralph Bryans         | Wielka Brytania           | 1965           | 0               | 0       | 0              | 0              | 1              | 1     |
| 54  | Henk van Kessel      | Holandia                  | 1974           |                 |         | 0              | 0              | 1              | 1     |
| 54  | Manuel Herreros      | Hiszpania                 | 1989           |                 |         |                | 0              | 1              | 1     |

### Według państw
| Państwo                   | MotoGP/ 500 cm³ | 350 cm³ | Moto2/ 250 cm³ | Moto3/ 125 cm³ | 80 cm³/ 50 cm³ | Razem |
| ------------------------- | --------------- | ------- | -------------- | -------------- | -------------- | ----- |
| Włochy                    | 20              | 8       | 24             | 24             | 2              | 78    |
| Hiszpania                 | 10              | 0       | 11             | 19             | 12             | 52    |
| Wielka Brytania           | 17              | 13      | 9              | 5              | 1              | 45    |
| Niemcy                    | 0               | 2       | 8              | 4              | 4              | 18    |
| Stany Zjednoczone         | 15              | 0       | 2              | 0              | 0              | 17    |
| Australia                 | 8               | 1       | 1              | 1              | 0              | 11    |
| Federacja Rodezji i Niasy | 1               | 5       | 2              | 0              | 0              | 8     |
| Japonia                   | 0               | 1       | 3              | 4              | 0              | 8     |
| Szwajcaria                | 0               | 0       | 0              | 4              | 4              | 8     |
| Francja                   | 0               | 0       | 5              | 2              | 0              | 7     |
| Południowa Afryka         | 0               | 3       | 2              | 1              | 0              | 6     |
| Nowa Zelandia             | 0               | 0       | 0              | 2              | 2              | 4     |
| Wenezuela                 | 0               | 1       | 2              | 0              | 0              | 3     |
| Holandia                  | 0               | 0       | 0              | 0              | 3              | 3     |
| San Marino                | 0               | 0       | 1              | 1              | 0              | 2     |
| Szwecja                   | 0               | 0       | 0              | 2              | 0              | 2     |
| Finlandia                 | 0               | 0       | 1              | 0              | 0              | 1     |
| Austria                   | 0               | 0       | 0              | 1              | 0              | 1     |
| Węgry                     | 0               | 0       | 0              | 1              | 0              | 1     |